# Kirill Kaprizov
Kirill Kaprizov (Novokuznetsk, Rusia, 24 de abril de 1997), apodado Kirill The Thrill, Dollar Bill, Kap o Kappy, es un jugador profesional ruso de hockey sobre hielo que se desempeña en la posición de extremo izquierdo en Minnesota Wild, equipo de la National Hockey League (NHL).

## Carrera
Fue seleccionado en la quinta ronda en la NHL Entry Draft de 2015. En 2020 hizo su debut profesional con el equipo Minnesota Wild, donde lleva jugando cuatro temporadas.